# Luc Tuymans
Luc Tuymans (* 1958 Mortsel) je belgický malíř. Jeho oblíbenou metodou je, že využívá fotografie, zvláště známých míst a osob (Patrice Lumumba, útok na Dvojčata 11. září 2001 atp.), které následně reprodukuje do malované podoby.
Vystudoval výtvarné umění na Sint-Lukasinstituut v Bruselu (1976-1979), na Ecole Nationale Supérieure des Arts Visuels de la Cambre v Bruselu (1979-1980) a na Koninklijke Academie voor Schone Kunsten v Antverpách (1980-1982). První výstavu měl roku 1985 v Ostende.
Sbírky jeho obrazů jsou v Tate Gallery v Londýně, v Muzeu moderního umění v New Yorku, nebo v Institutu umění v Chicagu. Žije v Antverpách.